# 6 дней
«6 дней» (англ. 6 Days) — англо-новозеландский боевик режиссёра Тоа Фрейзера. В главных ролях Эбби Корниш, Марк Стронг и Джейми Белл. Мировая премьера состоялась 4 августа 2017 года на Международном кинофестивале в Новой Зеландии (NZIFF).	

## Сюжет
Основано на подлинных событиях.
Действие фильма разворачивается в 1980 году в Лондоне, когда некая группа террористов ворвалась в здание иранского посольства и взяла в заложники всех, кто там находился.

## В ролях
| Актёры          | Персонажи          |
| --------------- | ------------------ |
| Эбби Корниш     | Кейт Эди           |
| Марк Стронг     | Макс               |
| Джейми Белл     | Расти              |
| Иман Эллиотт    | Рой                |
| Мартин Шоу      | Деллоу             |
| Николас Болтон  | Крис Крамер        |
| Тим Пиготт-Смит | Уильям Уитлоу      |
| Ронан Вайберт   | представитель МИ-6 |
| Джаред Тернер   | Томми Палмер       |
| Кип Чэпман      | Тревор             |

## Критика
На портале Rotten Tomatoes фильм имеет рейтинг 63 %, основанный на 32 обзорах, со средней оценкой 6,3 из 10. На Metacritic рейтинг одобрения составляет 36 баллов из 100 на основе отзывов 7 критиков, что указывает на «в целом неблагоприятные отзывы».
Кэт Кларк из The Guardian охарактеризовала фильм как «вдумчивый, хорошо сделанный, с парой отличных выступлений, но и немного скучный». Кевин Майр из The Times поставил 4 звезды и написал, что «в этой приятной и неожиданно продуманной драме, рассказ рассматривается как боевик». Стивен Карти из Radio Times поставил 4 звезды и написал, что Фрейзер предоставил зрителю «напряженный, подробный триллер, воссоздающий важную главу в истории борьбы с международным терроризмом». Тележурналист Кейт Эди, которая освещала осаду для BBC TV, положительно оценила точность представления её роли. По её словам, журналистика не всегда так точно представлена в популярных СМИ".